# Titao
Titao è un dipartimento del Burkina Faso classificato come città, capoluogo della provincia di Loroum, facente parte della Regione del Nord.
Il dipartimento si compone del capoluogo e di altri 39 villaggi: Andekanda, Babo, Banyida, Bongola–Marencé, Bongola-Mossi, Derpon, Dingla, Fogoutté, Goubi, Guilan, Illigué, Ingané, Irvouta-Tinga-Mossi, Irvouyatenga-Silmimossi, Kelembali, Mantaka, Nogo, Nommo–Foulbé, Pellaboukou, Pétanaye, Pétane, Posso, Rambo, Saïgouma, Séléguin, Sillia, Sollobo, Songtaba, Tanghin–Baogo, Todiam, Tougribouli, Toulfé, Vini, Wanaré, Wanobé, Woro, Yoda, Yorsala e You.